# City Blues Connection

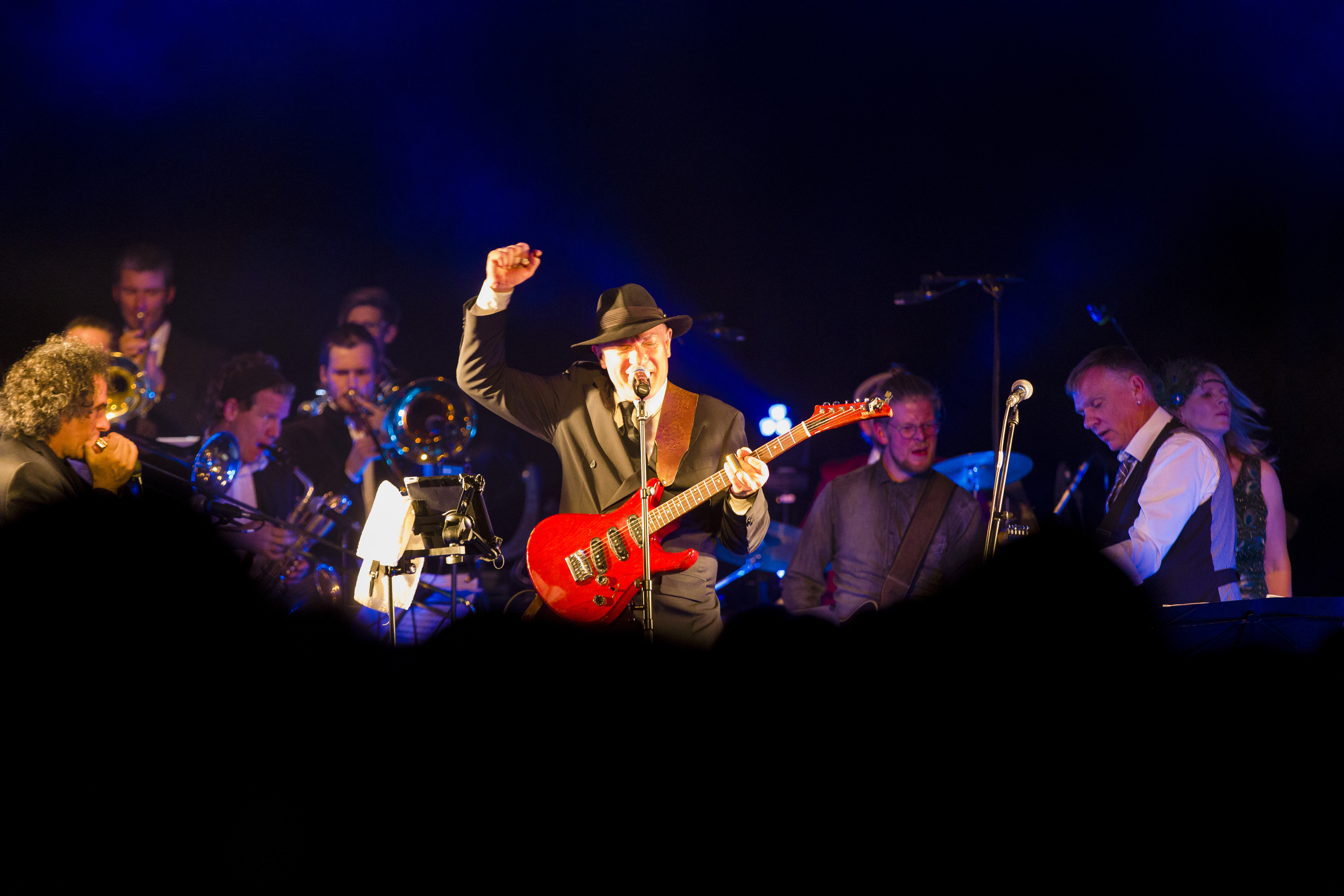
City Blues Connection (2019)

City Blues Connection ist eine deutsche Blues Band.

## Werdegang
Die Band wurde 1979 in Hamburg gegründet. Zu den Gründungsmitgliedern gehörten der Komponist, Sänger und Gitarrist Norbert Egger, Werner Willms sowie J. J. Surrey († 2015). Im selben Jahr wurde die erste LP City Blues Connection veröffentlicht. 1980 erschien bei Unit Art Record die zweite LP Bluesin ’n Boogin, die von Daniel Wertheimer, Matthias Hökendorf, Norbert Egger und Willi Korsch eingespielt wurde. Das Blues-Fachmagazin German Blues Circle lobte in seiner Besprechung insbesondere Eggers Spiel der Slide-Gitarre. Die Band begann eine Tourtätigkeit mit Auftritten in Clubs und auf Festivals in der Bundesrepublik Deutschland, unter anderem 1982 als Top Act beim Tanz auf dem Vulkan, einem Musik-Event der Anti-Atomkraft-Bewegung in Gorleben mit 10.000 Besuchern. Zudem spielte die Formation häufiger im Onkel Pö (Hamburg).
Das dritte Album I Do Not Play No Rock’n’Roll  wurde 1984 bei Durango veröffentlicht, auf der auch der Blues Harp-Spieler Heiko Petcke († 2017) mitwirkte. Fernsehauftritte, Abspielungen im Radio und Live-Auftritte gab es in diesem Jahr ebenfalls. 1985 folgte in Zusammenarbeit mit Louisiana Red die vierte LP Louisiana Red & City Blues Connection – World On Fire, an der neben Norbert Egger auch Heiko Petcke sowie der Sänger und Bassist Uwe Seemann sowie Schlagzeuger Mick Schreiber mitwirkten. Im Februar 2022 schrieb Ulrich Grunert in der Musikzeitschrift eclipsed, die Platte habe „Kultstatus“.
Von 1990 bis 2015 gab es sporadische Auftritte, Sessions und Studioaufnahmen in Deutschland, der Schweiz und Österreich. 2002 bis 2005 fanden in der Schweiz sowie im Jahr 2013 auf Mallorca Recording Sessions statt. Ausgewählte Aufnahmen aus den Jahren 2005/2006 sowie 2013 wurden 2015 und 2019 auf mehreren Compilations veröffentlicht.
Im Oktober 2016 fand die Premiere des neuen Konzeptes City Blues Connection – The Rhythm & Blues Big Band statt. Das 1985 mit Louisiana Red aufgenommene Album wurde 2017 remastered wieder aufgelegt; das Fachmagazin bluesnews lobte hier „eine Reihe ungewohnt moderner Nummern“.
Das 2018 im Album Anna Liza bei erneuter Zusammenarbeit mit dem Bassisten Uwe Seemann erstmals in einer Produktion umgesetzte Rhythm & Blues Big Band-Konzept wurde von den Fachmedien positiv aufgenommen.
2019 veröffentlichte die Band das Doppelalbum 40 Years – City Blues Connection 1979–2019  mit neuen und zum Teil bislang unveröffentlichten Aufnahmen. Bei den Aufnahmen wirkte das Gründungsmitglied Werner Willms mit. Auch dieses Album erhielt viele positive Rezensionen. Die Konzertpremiere des Jubiläumsdoppelalbums erfolgte im Oktober 2019 mit voller Big-Band-Besetzung am Eröffnungsabend des Festivals Jazz & The City in Salzburg, es wurde in Auszügen vom Österreichischen Rundfunk ausgestrahlt.

## Diskographie
- City Blues Connection, 1979, Album, Label: Container Records (LP)
- Bluesin’ n’ Boogin’, 1980, Album, Label: Unit Art Records (LP)
- Bad Luck Situation/Same Thing, 1983 (Single)
- I Do Not Play No Rock’n’Roll, 1984, Album, Label: Durango (LP)
- Keep Movin/Goin’ Out, 1984, Label: Durango (Single)
- Louisiana Red & City Blues Connection – World On Fire, 1985, Label: MMG Maske Media; Vertrieb: pläne, (LP)
- BGD ROCK CITY, Vol. 1, 2016, Label: AAA Culture (Compilation)
- Blues Affair, 2017, Label: Golden Jukebox (Compilation)
- Blues Sisters, Vol. 1, 2017, Label: Andorfine Digital (Compilation)
- Louisiana Red & City Blues Connection – World On Fire, 2017, remixed/remastered Album, Label: AAA Culture (CD)
- Anna Liza, 2018, Album, Label: AAA Culture (CD)
- 40 Years, 2019, EP, Label: AAA Culture (CD)
- 40 Years. 1979–2019, 2019, Doppelalbum, Label: AAA Culture (CD)
- Favorite Recordings Sessions, Vol. 2, 2024, Label: AAA Culture (CD)